# 749

## Decese
- 4 decembrie: Ioan Damaschinul  (n. 675)